# Govern Civil (Albacete)
El Govern Civil, també conegut com a edifici de la Subdelegació del Govern, és una construcció racionalista de mitjans del segle xx situada a la ciutat espanyola d'Albacete.
L'edifici va ser construït durant la dictadura del general Francisco Franco entre 1956 i 1957 a l'Avinguda d'Espanya d'Albacete per ser la seu del Govern Civil. Té un estil racionalista al servei de la imatge del poder. Està situat en l'Avinguda d'Espanya de la capital de la província, en ple Centre de la ciutat, al costat de l'Instituto Bachiller Sabuco i de l'Hotel Los Llanos. Actualment alberga la seu de la Subdelegació del Govern a Albacete.